# Tallink

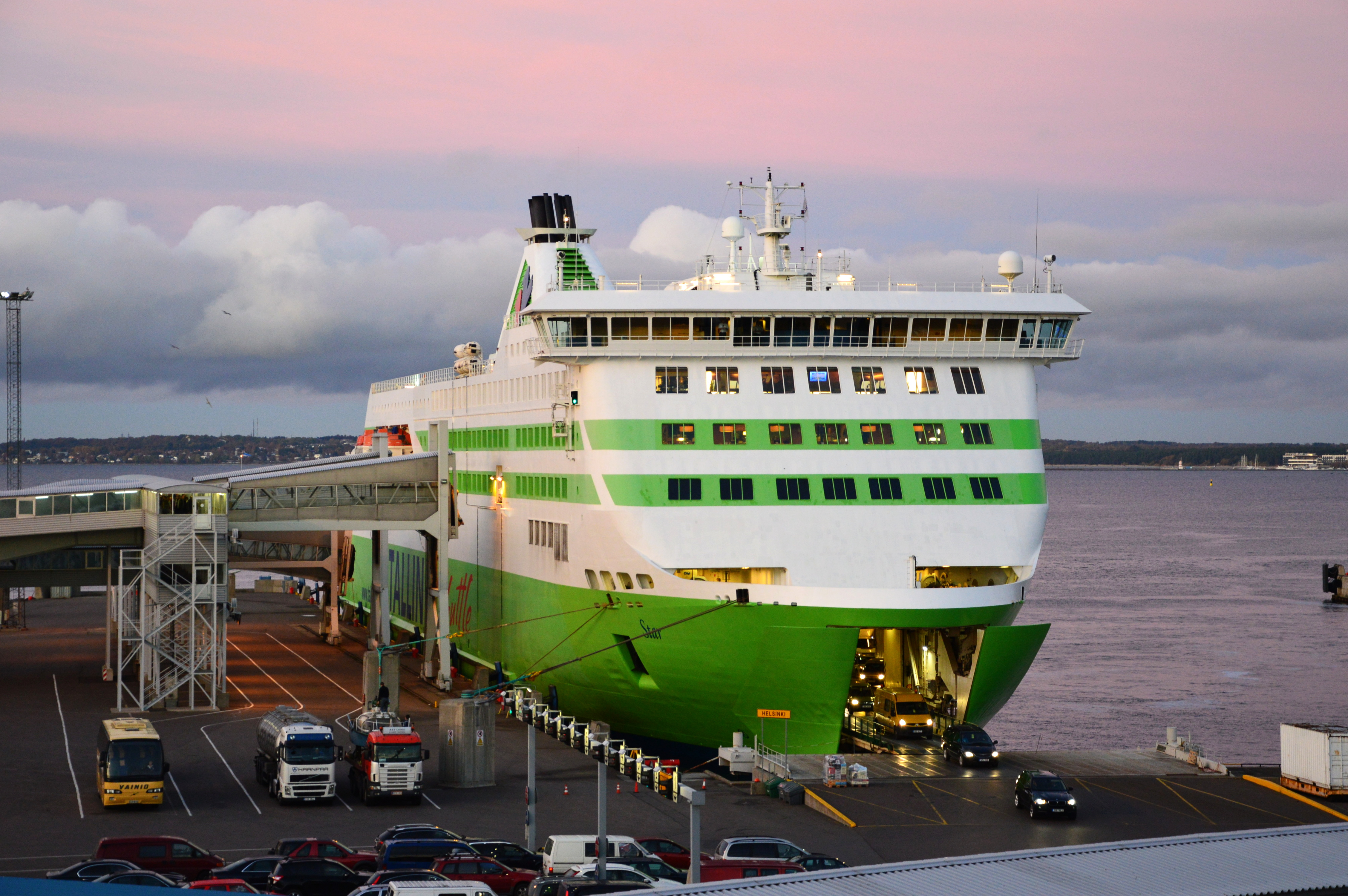
Паром Tallink Star в 2013 році

Tallink — естонська судноплавна компанія. Штаб-квартира розташована в Таллінні. У 2006 році компанія придбала фінську судноплавну компанію Silja Line, яка була головним конкурентом Tallink. Потім Tallink і Silja Line об'єдналися в одну дочірню компанію під ім'ям Tallink Silja Oy оперує на території Фінляндії. В Естонії діє під ім'ям материнської компанії AS Tallink Grupp. Флот об'єднаної компанії за станом на лютий 2017 складається з 21 судна, пасажирам пропонується доступ у всі регіони Балтійського моря. Маршрути з'єднують Латвію, Фінляндію, Швецію, Естонію, Данію і Аландські острови.

## Історія
Історія сьогоднішнього Таллінку бере свій початок з 1965 року. Цього року ESCO розпочала перевезення пасажирів між Гельсінкі та Таллінном із Ванемуїном. Регулярний цілорічний рух було встановлено у 1968 році на кораблі Таллінн, який обслуговував маршрут до його заміни Георгом Отсом у 1980 році.
У травні 1989 р. ESCO заснувала естонську дочірню компанію Laevandusühisettevõte Tallink з фінською компанією Palkkiyhtymä Oy. Наступного грудня нова компанія купила корабель Sky Scandinavian Sky у SeaEscape і розпочала рух між Гельсінкі та Таллінном в січні 1990 року з судном, перейменованим на Tallink. Того ж року на цьому маршруті було додано вантажний транспорт Трансестонія. У той же час ESCO продовжував експлуатувати маршрут зі своїм кораблем Георг Отс. На початку 1990-х кількість пасажирів на маршруті Гельсінкі-Таллінн постійно збільшувалася, так що з грудня 1992 по грудень 1995 року Таллінк фрахтував  пором Сен-Патрік II з ірландських поромів, тим самим розширивши пропускну спроможність на маршруті.

Штаб-квартира Tallink вночі.

У 1993 році Таллінк став суто естонською компанією: Palkkiyhtymä продала акції компанії Tallink, а корабель Tallink — ESCO. У той же час інші компанії зарекомендували себе на маршруті Гельсінкі — Таллінн, наприклад, «Естонська нова лінія» талліннської компанії Inreko. У січні 1994 року компанія Tallink і Інрек LAEVA об'єдналися. Назва «Таллінк» збереглася як торгова марка флоту.
У тому ж році за маршрутом Гельсінкі-Таллінн в експлуатацію.ввели ще два придбаних судна, а також Інреко купив два швидких судна «Ліїза» та «Лаура», які вони поставили в експлуатацію на маршруті під торговою маркою «Tallink Express». 
У 1994 році Таллінк зробив спробу налагодити маршрути до Німеччини за допомогою чартерних поромів Королева Баланги та Посол II (маршрут Гельсінкі — Таллінн -Травемюнде).
У вересні 1994 року діяльність AS Ermine була розділена на дві компанії. Одна відповідала за рух у Німеччині, однак цей напрямок незабаром був закритий. Іншою була AS Hansatee, яка перейняла трафік Гельсінкі-Таллінн та бренд Tallink. 45 % власності AS Hansatee були під контролем ЕСКО. Інрек належать 12,75 % акцій, інші 42,25 % належали банку Естонії Юхісбанке. Перший великий пором був введений в експлуатацію на маршруті в 1995 році: Компанія AS Hansatee фрахтувала Mare Baltikum від EstLine і перейменувала його в Meloodia.

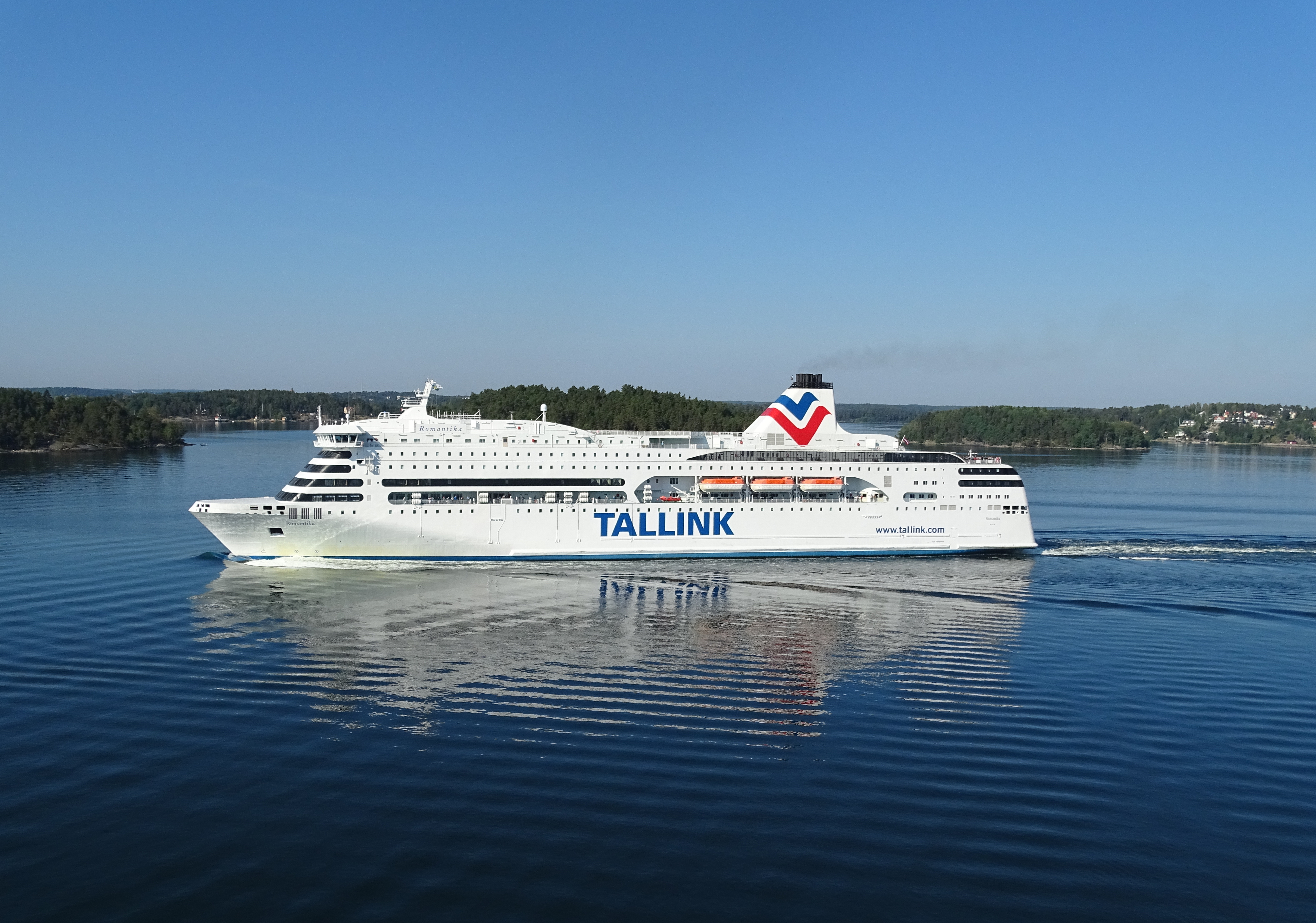
Стокгольмський архіпелаг Tallink Romantika

У 1997 році компанія зафрахтувала другий великий пором — Нормандія від Stena Line.
Збільшений пасажиропотік дав зрозуміти, що для руху.необхідні два великих пороми. 
У липні того ж року Таллінк придбав вантажний транспорт Капелла, який відкрив шлях від Палдіскі до Капеллскяр — першого шведського маршруту естонської компанії. 
У жовтні 1998 р. Таллінк продали, оскільки він більше не відповідав новим нормам безпеки. Через два місяці AS Hansatee придбала перший швидкісний пором, який зміг перевозити транспортні засоби.
Тим часом EstLine повністю була придбана ESCO, і в грудні 2000 року обидва кораблі EstLine, Regina Baltica і Baltic Kristina, були зафрахтовані AS Hansatee; кораблі продовжували експлуатувати маршрут між Таллінном та Стокгольмом, але вже під маркуванням Tallink. Вже в серпні 2000 року AS Hansatee замовила свій перший новий корабель у фінської компанії Aker Finnyards. Tallink купив Tallink AutoExpress II у червні 2001 року, а EstLine був визнаний банкрутом у липні 2001 року.

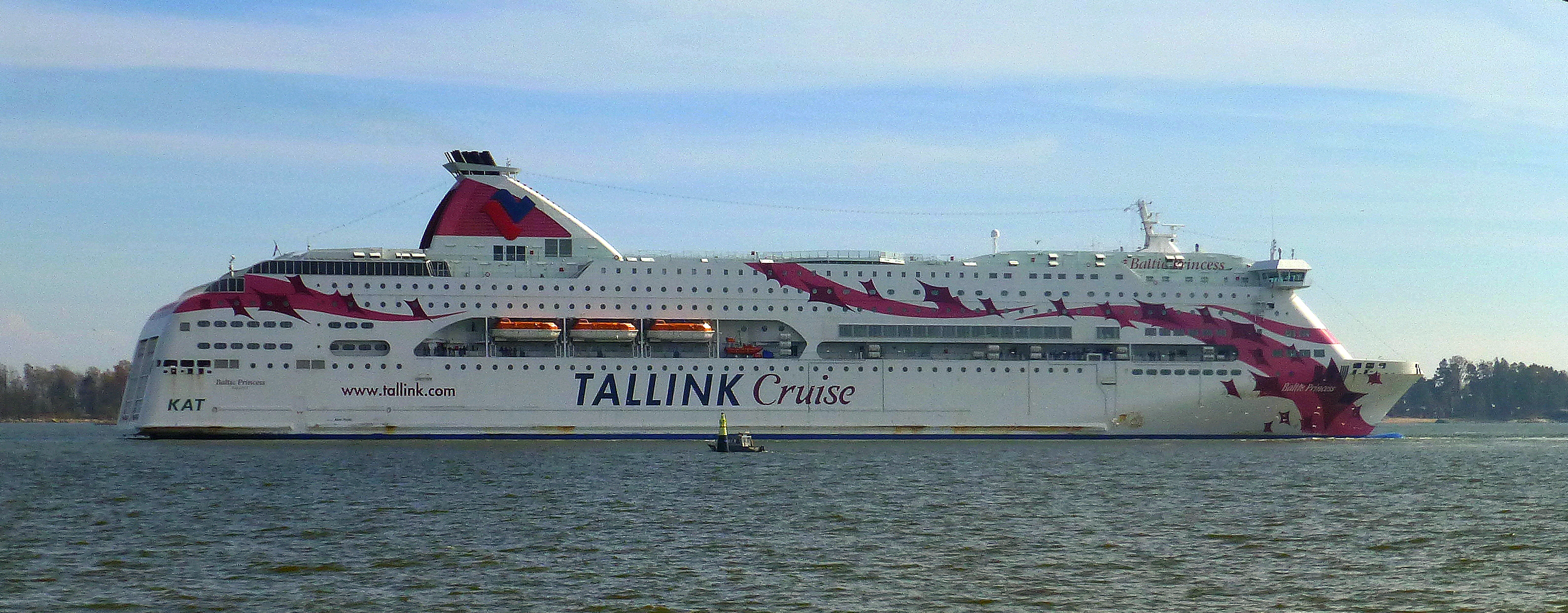
Круїз «Таллінк» поблизу Гельсінкі

У 2002 році AS Hansatee змінив назву на AS Tallink Grupp. У травні 2002 року компанія прийняла новий круїзний пором "Романтика " (місткість: 2500 пасажирів), і поставила його в експлуатацію на маршруті Гельсінкі — Таллінн. 
У листопаді 2002 року Георг Отс був проданий російському уряду. Маршрут Гельсінкі — Таллінн — Санкт-Петербург був зупинений у січні 2005 року через збитковість. У 2004 році Таллінк замовив Галактику у Акера Фіннірдса, а в 2005 році — сестринський корабель Baltic Princess.
9 грудня 2005 року акції компанії Таллінк були вперше внесені до Талліннської фондової біржі . Деякий час акції також були доступні на німецьких фондових біржах (ідентифікаційний номер цінних паперів: A0HNKY).

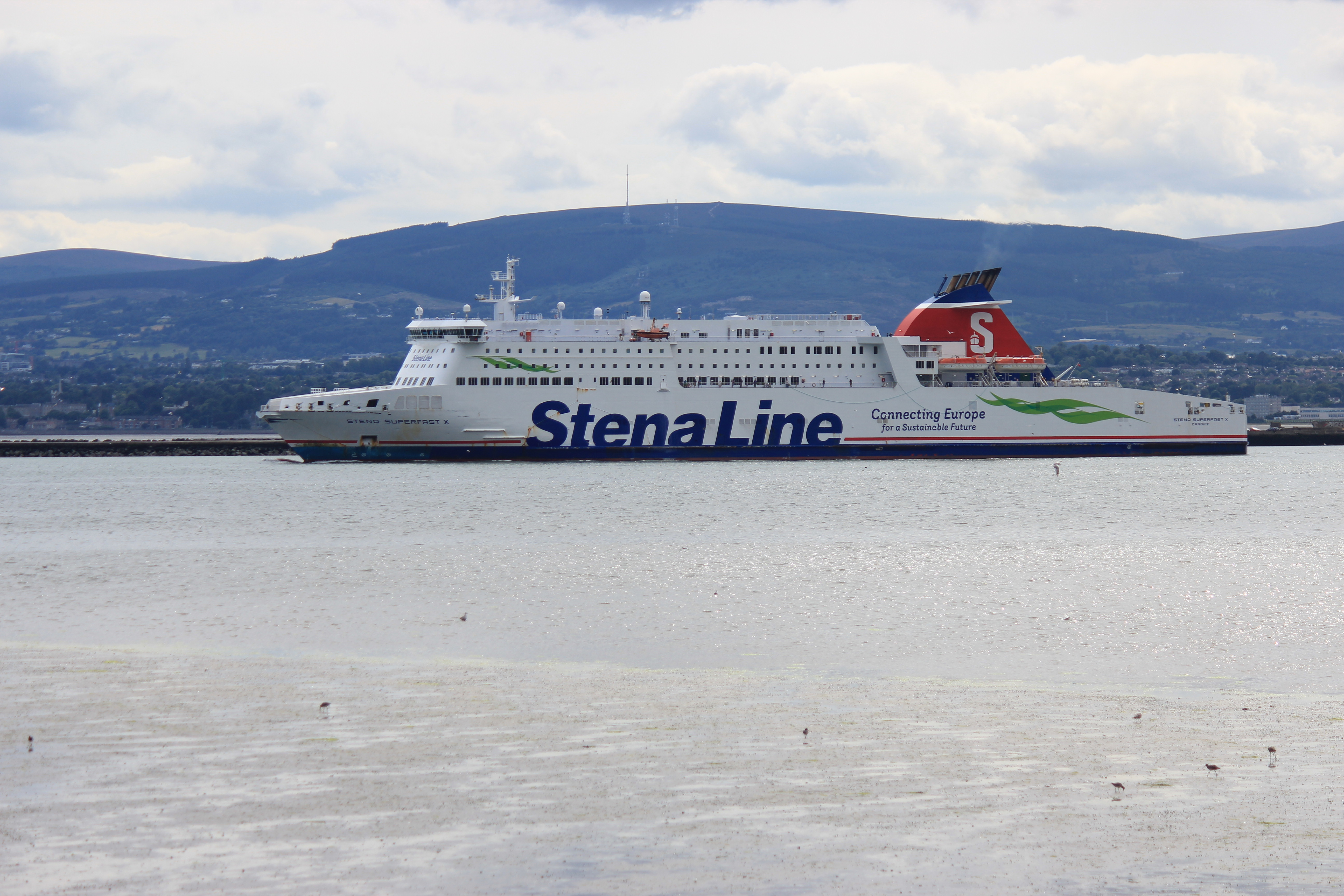
Stena Superfast X залишає Дублінський порт великим планом

У 2006 році Таллінк купив балтійський бізнес Superfast Ferries. Кораблі продовжували діяти за ліцензією в рамках Make Superfast Ferries. Таллінк також відкрив маршрут з Риги до Стокгольма в 2006 році, яким спочатку керувала Фантазія, пізніше Регіна Балтіка. Галактика також була доставлена в 2006 році і замінила Романтику, яка взяла на себе маршрут Таллінн — Стокгольм.
У жовтні 2006 року компанія висловила інтерес до державних субсидійних маршрутів між Готландією та материковою Швецією і працювала на цьому маршруті в період з 2009 по 2015 рік.
У серпні 2011 року Таллінк припинив маршрут Таллін — Гельсінкі — Росток. В 2017 році обидва кораблі були продані Stena Line.
18 жовтня 2018 року Таллінк зарезервував нову будівлю від Rauma Marine Constructions, вартість — 250 мільйонів євро.

## Маршрути компанії

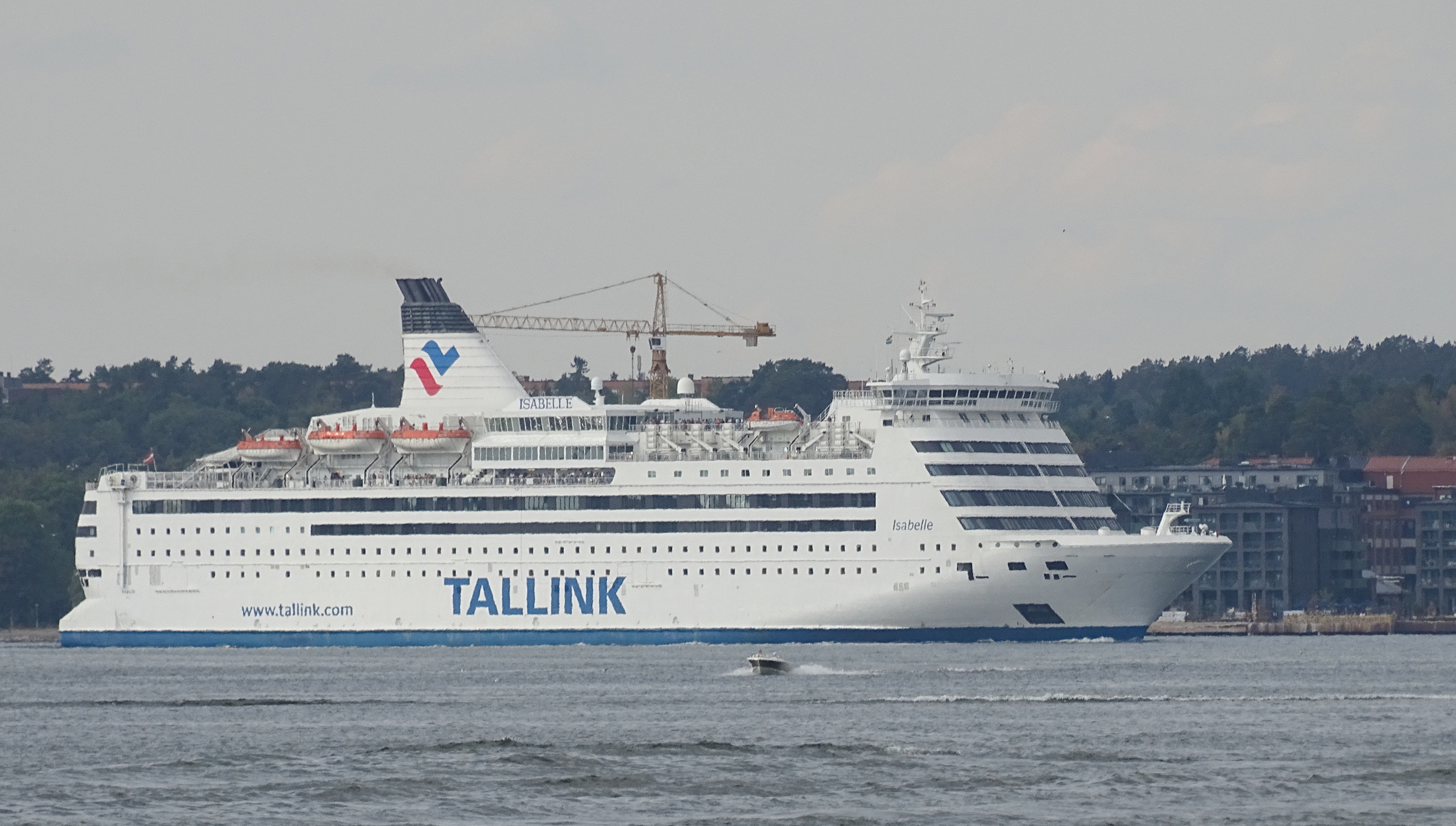
Круїзний лайнер Tallink місіс Ізабель

- Турку ↔ Стокгольм
- Турку ↔ Аландські острови
- Гельсінкі ↔ Стокгольм
- Гельсінкі ↔ Таллінн
- Круїзний лайнер Tallink місіс ІзабельГельсінкі ↔ Аландські острови
- Таллінн ↔ Стокгольм
- Таллінн ↔ Аландські острови
- Рига ↔ Стокгольм